# 米子市民球場
米子市民球場（よなごしみんきゅうじょう）は、鳥取県米子市の米子市東山運動公園（どらやきドラマチックパーク米子）内に所在する野球場。施設は米子市が所有し、米子スポーツマネジメント共同事業体が指定管理者として運営管理を行っている。
施設命名権売却により、呼称をどらドラパーク米子市民球場としている（詳細は後述）。

## 歴史
米子市内には米子市営湊山球場があるが、施設の老朽化が著しくなり、近代的な野球場を建設する声が高まったことから建設が決定され、1990年（平成2年）6月に市東郊の東山公園内に完成。鳥取県西部初の、本格的な夜間照明設備を有する野球場である。
完成以降、山陰両県でプロ野球の一軍公式戦が開催されるのはこの米子市民球場が唯一である。1992年（平成4年）からはオリックス・ブルーウェーブ、1999年（平成11年）からは広島東洋カープが主催する公式戦が不定期に年1カード行われていたが、オリックス主催試合は2002年（平成14年）、広島主催試合は2014年（平成26年）を最後に開催されていない。この他、ウエスタン・リーグ、イースタン・リーグの試合も行われた。
両翼が92メートル、中堅が120メートルと、1990年代に完成した野球場でありながら国際規格を満たさない狭隘なグラウンドであり、この点を問題視する関係者も少なくない（阪神甲子園球場にラッキーゾーンがあった時代の公称値とほぼ同じになるよう設計されたため）。
コンサート会場に使われたことが一度もない（近隣にマンションがあるため騒音迷惑になるので使用は許可していない）。

## 施設命名権
米子市では財源確保などを目的として、2008年（平成20年）8月1日から9月30日までの間、当球場が所在する東山運動公園と、米子市美術館と米子市立図書館が所在する美術館・図書館エリアの2箇所の愛称を対象に施設命名権の売却先を募集した。対象は双方ともエリア全体とし、エリア内に所在する個別施設は対象外。ただし施設の呼称には命名された愛称と個別施設の名称を組み合わせ、市の広報活動などで使用するものとし、このうち東山運動公園については年額300万円以上で「体育施設エリアであることがイメージできる愛称」を条件とした。
その結果、東山運動公園には米子市に本社を置く菓子メーカー・丸京製菓1社が応募した。同社は主にどら焼きを製造しているが、年間生産量は約1億3000万個にのぼり、単一工場の生産量としては日本一といわれている。同社はこれに因んで米子市を「どらやき生産量世界一のまち」と自称し、同年6月に「どらやきのまち米子」を宣言、PR活動などで街おこしを進めるプロジェクトを開始し、その一環としてこの命名権買収に名乗りを上げた。同社は「市民の日常のコミュニケーションの場として、元気と夢と感動を与える公園に」というコンセプトを基に「ドラマチック」というフレーズと「どらやき」を組み合わせた愛称「どらやきドラマチックパーク米子（略称：どらドラパーク米子）」を提案した。市は審査の上で交渉した結果、年額300万円、同年11月1日から2012年（平成24年）3月31日まで4年間の契約で同社と合意。11月5日に契約締結式を執り行い、運動公園入口で案内板の除幕式を行った。契約当初は前述の通り、エリア内の個別施設に関しては命名権の対象外としていたが、当球場は市の広報活動上では「どらやきドラマチックパーク米子市民球場」「どらドラパーク米子市民球場」などのように、愛称を組み合わせる形で表記されていた。
さらに市は2010年（平成22年）4月1日から「より市民に親しみやすい愛称にするため」として各施設にも愛称を導入し、当球場の呼称は「どらドラパーク米子市民球場（略称：どらパー市民球場）」に制定された。なお条例上の施設名称「米子市民球場」は変更していない。
2012年春、市と丸京製菓は1回目の契約満了を前に年額300万円で3年間の契約を更新し、期間は2015年（平成27年）3月31日まで延長されている。
2023年には電光掲示板がレトロからLEDに改良することを発表した。2024年春に運用予定。

## 施設概要
- グラウンド面積：
- 両翼：92m、中堅：120m
- 内野：クレー舗装、外野：天然芝
- スコアボード：磁気反転式、選手名表示部のみパネル式
- 照明設備：6基（基本は白色・オレンジ色が米子の「Y」の字に配置）
- 収容人員：14,000人（内野：座席、外野：芝生席）
- 場内には常設の広告は設けられていないが、プロ野球開催日にはフェンス等に広告が設置される場合がある。

## 公園内その他の施設
- 米子市営東山陸上競技場

## 交通
- JR西日本山陰本線・東山公園駅下車後徒歩約5分